# Надимьянов, Василий Фёдорович
Васи́лий Фёдорович Надимья́нов (укр. Надім'янов Василь Федорович; 18 февраля 1927 — 3 сентября 1988) — советский украинский историк, бывший ректор Дрогобычского государственного педагогического института имени Ивана Франко (1973—1988). Кандидат исторических наук (1966), доцент (1969), профессор кафедры истории КПСС (1987).

## Биография
Родился 18 февраля 1927 года в с. Березки (ныне Бершадского района Винницкой области). Получил неполное среднее образование (6 классов). В 1944 году трудоустроился учеником-котельщиком паровозного депо Гайворон станции Гайворон Юго-Западной железной дороги, в следующем году повышен до помощника паровозного машиниста на той же станции. В 1947 году поступил курсантом в местную школу паровозных машинистов. В 1948—1953 годах служил в армии, в это время окончил вечернюю среднюю школу в г. Гусев Калининградской области. Окончил исторический факультет Львовского государственного университета имени Ивана Франко (1958), был заместителем секретаря парткома, затем (с 1958) помощником проректора по учебной работе.
В 1960 году становится ассистентом кафедры основ марксизма-ленинизма Дрогобычского государственного педагогического института имени Ивана Франко, в следующем году — старший преподаватель этой же кафедры. В 1966 году защищает кандидатскую диссертацию на тему «Идейно-политическая работа подпольных партийных организаций и партизанских формирований среди населения западных областей УССР в годы Великой Отечественной войны». В 1967 году становится проректором по учебной работе, в следующем году — заведующим кафедры истории КПСС и научного коммунизма. Доцент (1969). В 1973 году назначен ректором Дрогобычского пединститута. Профессор кафедры истории КПСС (1987).
Автор 23 научных работ, соавтор монографий «Торжество исторической справедливости» и «Очерки истории Львовской областной партийной организации», «Правду не одолеть», «Дорогой Великого Октября».

## Признание и награды
- два ордена Трудового Красного Знамени (1976, 1981)
- медаль А. С. Макаренко
- медаль «За доблестный труд. В ознаменование 100-летия со дня рождения Владимира Ильича Ленина» (1970)
- знак «Отличник просвещения СССР»
- знак «Отличник народного просвещения СССР»[1]